# Lamine Traoré (calciatore 1993)
Lamine Traoré (Bamako, 21 settembre 1993) è un calciatore maliano, centrocampista del Real Bamako.

## Carriera

### Club
Ha giocato nella massima serie dei campionati tunisino ed algerino.

### Nazionale
Nel 2015 ha esordito in nazionale.